# Orthèse
Pour l’article ayant un titre homophone, voir Orthez.
Une orthèse est un appareillage qui compense une fonction absente ou déficitaire, assiste une structure articulaire ou musculaire, stabilise un segment corporel pendant une phase de réadaptation ou de repos. Elle diffère donc de la prothèse, qui remplace un élément manquant.

## Explication
Une orthèse peut être statique ou de stabilisation, par exemple en fixant un poignet pour permettre le mouvement des doigts.
Elle peut également être articulée pour suppléer un  mouvement absent ou déficitaire (comme l'orthèse dite « araignée » pour remplacer l'extension des doigts paralysés). L'orthèse permet d'obtenir un effet thérapeutique par un mode d'action mécanique. Ainsi, une orthèse au genou peut ne permettre qu'un seul mouvement possible du tibia (flexion-extension).

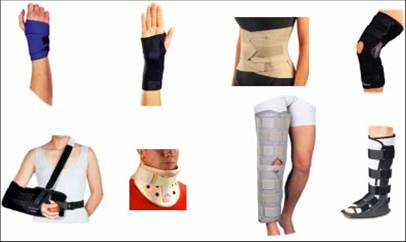
Orthèses.

Les attelles sont des moyens de contention destinés à maintenir ou soutenir une partie d'un membre. Une attelle en général n'est pas circulaire (tout autour du membre) par opposition au plâtre qui, lui, est circulaire. Les bandes plâtrées sont souvent remplacées maintenant par des bandes de résine qui polymérisent avec l'humidité de l'air, ou des plastiques thermoformables.
L'orthèse est un outil mécanique, souvent conçu et construit sur mesure par un orthoprothésiste, un ergothérapeute (principalement pour les membres supérieurs, en centre de rééducation), un podo-orthésiste ou un orthopédiste-orthésiste, de forme anatomique individualisée, ayant pour but d'appliquer une force opposée aux forces néfastes ou indésirables.
Il existe aussi de nombreux modèles d'orthèses « prêts à porter » (exemple : orthèse End-Osgood) disponibles en pharmacie, ajustables grâce à des sangles et baleines amovibles, et disponibles en différentes tailles.
En France, la prise en charge par la Sécurité sociale d'une orthèse sur mesure, au contraire d'une orthèse courante, doit faire l'objet d'une demande spécifique justifiée (ex. : membre de dimensions hors-normes, ou malformation) et d'une ordonnance médicale qui en précise la nécessité.

## Utilisations
Les orthèses peuvent avoir différents pouvoirs d'action : 
1. immobilisation de repos : interdiction de mobilisation, lorsque la mobilisation est douloureuse ou l'immobilisation nécessaire (exemple : le syndrome du canal carpien peut nécessiter le port d'orthèses durant la nuit) ;
2. mobilisation statique : placer le membre dans une position qu'il ne sait pas prendre et l'y garder afin de prévenir ou corriger des déformations. À cet effet, en orthopédie, on utilise des semelles proprioceptives, qui permettent un rééquilibrage statique et rachidien[2][source insuffisante], on les rencontre également en podologie et posturologie ;
3. mobilisation dynamique : place le membre dans une position qu'il ne sait pas prendre mais en lui laissant la possibilité de réaliser le mouvement opposé (ex. : l'orthèse pour paralysie du nerf radial positionne le poignet et les doigts en extension car il y a une perte des extenseurs de poignet, la flexion des doigts reste néanmoins possible, l'orthèse ramènera ensuite les doigts en extension grâce à des ressorts) ;
4. restriction : soit de mobilité, qui évite une hyper-mobilité (ex. hyperextension de phalange); soit de plan, pour limiter les axes de l'articulation et empêcher une mobilité anormale ;
5. compression : empêche l'épaississement des cicatrices et force le réalignement des fibroblastes ;
6. fonctionnalité : bloque l'articulation proximale pour permettre la mobilisation de l'articulation distale.

Une orthèse peut s’utiliser aussi dans un rôle de protection : par exemple pour les fractures des métacarpiens après un retrait de plâtre lorsqu’un support est encore nécessaire.
Les orthèses peuvent être cylindriques, dorsales, palmaires, latérales ou à levier.
Sauf quand il s'agit de plâtre, elles sont généralement conçues pour être amovibles et réglables.

## Exemples
- Dans le film Forrest Gump, le personnage principal, enfant, porte des orthèses aux jambes.
- Orthèse de main à la suite d'une fracture diaphysaire du 5e métacarpien :

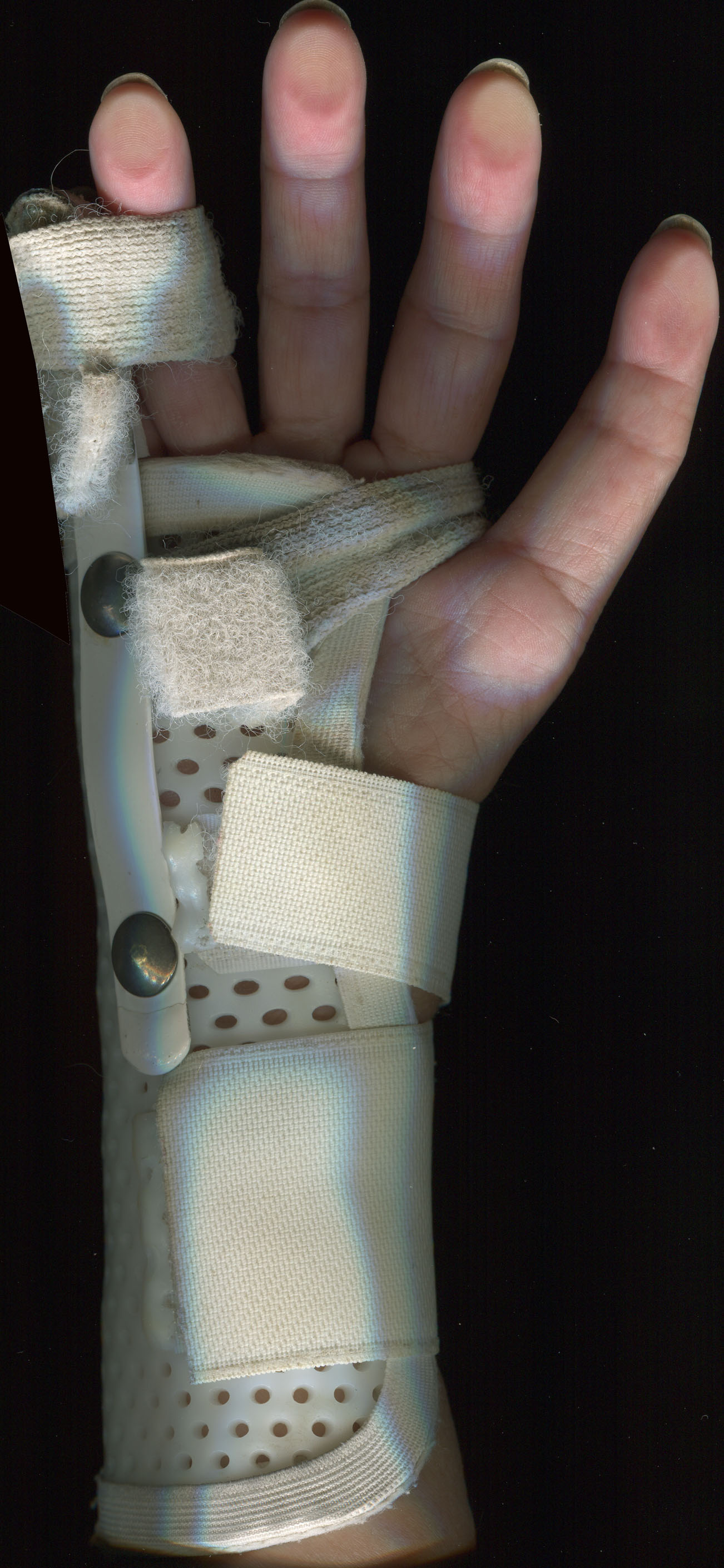
La triphalangie est une indication pour une orthèse de main sur mesure. Bandes autoagrippantes permettant d'ajuster ou de retirer l'orthèse.
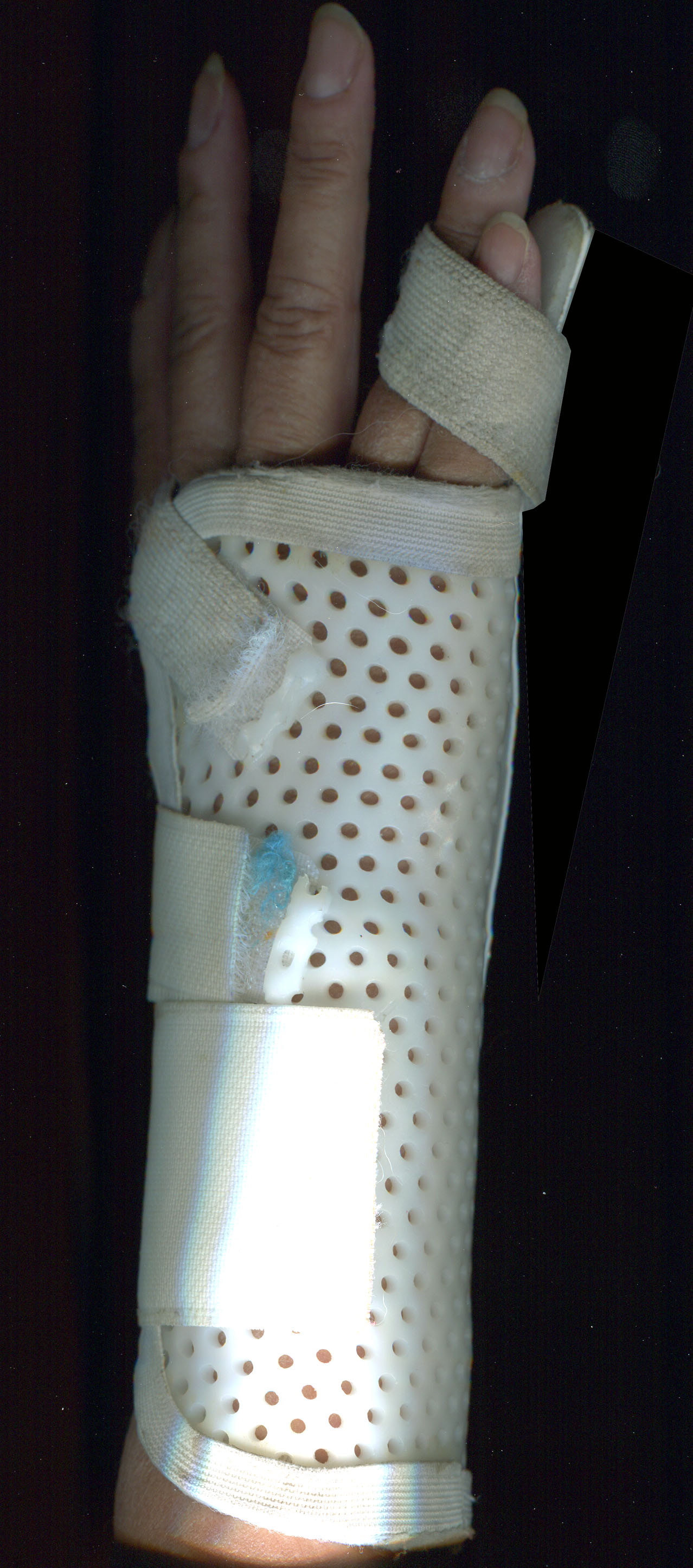
Orthèse en plastique thermoformable : les perforations permettent, dans une relative mesure, le passage des UV.